# Bulbophyllum masonii
Bulbophyllum masonii là một loài phong lan thuộc chi Bulbophyllum.